# Розвинені країни

Мапа світу із вказаним Індексом людського розвитку (ІЛР, станом на 2016 рік). Темніші відтінки синього кольору означають найбільший рівень ІЛР та вказують на розвинені країни

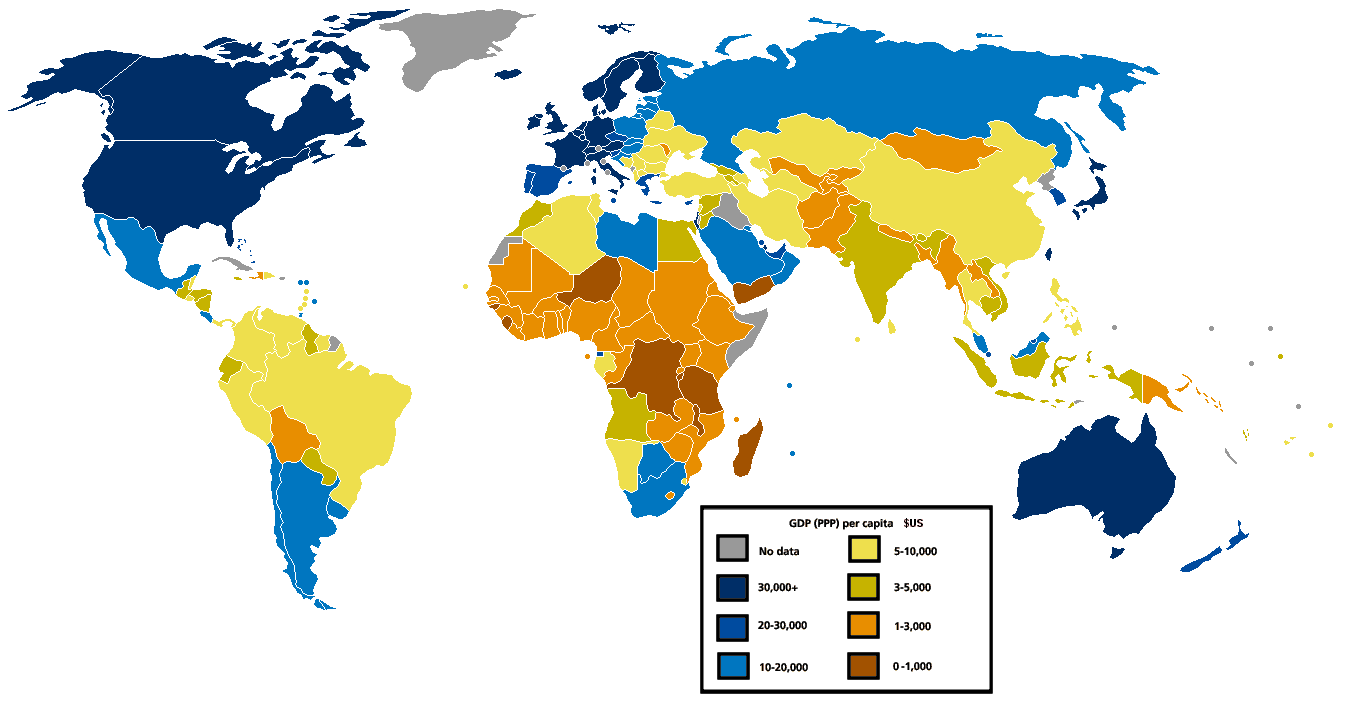
Мапа світу із вказанням ВВП (ПКС) на душу населення станом на 2006 рік за даними МВФ (квітень 2007)

Розвинені країни — країни з найбільшим розвитком економіки, в яких домінує третинний і четвертинний сектори. Цей рівень економічного розвитку зазвичай характеризується високим прибутком на душу населення і максимальним індексом розвитку людського потенціалу (ІРЛП). Країни з максимальним валовим внутрішнім продуктом (ВВП) на душу населення часто відповідають критеріям розвинених країн, проте, засновуючись тільки на цьому показнику, виникають деякі аномалії, тому цей фактор зазвичай не використовується самостійно.
До розвинутих країн ООН відносить приблизно 60 держав Європи, Азії, Північної Америки, Африки, Австралії і Океанії.
Група країн цього типу налічує близько двох десятків держав, у них проживає 15 % населення планети. Ці країни володіють величезними фінансовими ресурсами і на їх частку припадає 9/10 іноземних інвестицій, тобто довгострокових вкладень капіталу безпосередньо у підприємства промисловості, сільського господарства, торгівлі та інших галузей господарства зарубіжних країн. Саме економічно розвинуті країни є членами Організації економічного співтовариства і розвитку (ОЕСР) і так званого Паризького клубу, що контролює світовий фінансовий ринок. 
Основна закономірність цих країн — наявність високорозвинутого господарства, у якому поєднується діяльність держави і потужних угруповань національного та транснаціонального капіталу. Особливо помітне місце серед них посідають головні країни, або так звана «велика сімка». Це — США, Японія, Німеччина, Франція, Велика Британія, Італія, Канада та Австралія. На них припадає майже половина ВВП та виробництва промислової продукції світу, більша частина оборотів світової зовнішньої торгівлі. Для цих країн характерні такі риси: усі вони постіндустріальні або індустріальні; їх великі корпорації контролюють прямо або опосередковано основну частку продуктивних сил світового господарства; правлячі кола та капітал цих країн тримають у своїх руках реальні засоби контролю над світовими політичними та економічними процесами.
Корпорація — це підприємство, діяльність якого базується на використанні акціонерного капіталу, тобто капіталу вкладників, за який вони придбали цінні папери — акції цього підприємства. Корпорації, сфера діяльності яких — весь світовий ринок, називають транснаціональними.
До решти країн цього типу належать малі промислово розвинуті країни Європи: Нідерланди, Бельгія, Швеція, Швейцарія, Фінляндія, Норвегія, Данія, Австрія та інші, а також промислово розвинуті країни південної півкулі: Австралія, Нова Зеландія, Південно-Африканська Республіка.

## Економічні списки за різними критеріями

### Індекс людського розвитку (ІЛР)

Карта світу, що представляє категорії Індексу людського розвитку (на основі даних за 2022 рік, опубліковано у 2024 році)

Карта світу країн або територій за показниками Індексу людського розвитку з кроком 0,050 (на основі даних 2022 року, опублікованих у 2024 році)

ІЛР ООН – це статистичний показник, який вимірює рівень людського розвитку економіки. Хоча існує сильний зв’язок між високим показником ІЛР і процвітаючою економікою, ООН зазначає, що ІЛР визначає більше, ніж дохід або продуктивність. На відміну від ВВП на душу населення або доходу на душу населення, ІЛР враховує, як дохід перетворюється «на можливості освіти та охорони здоров’я, а отже, на вищий рівень людського розвитку».
З 1990 року Норвегія (2001–2006, 2009–2019), Японія (1990–1991 і 1993), Канада (1992 і 1994–2000) та Ісландія (2007–2008) мають найвищий показник ІЛР.
Наступні країни у 2022 році вважаються країнами «дуже високого людського розвитку»:
| Rank | Дельта | Country or territory | HDI   | % annual growth (2010-2022) |
| ---- | ------ | -------------------- | ----- | --------------------------- |
| 1    | ▬      | Швейцарія            | 0.967 | ▲ 0.24%                     |
| 2    | ▼ (1)  | Норвегія             | 0.966 | ▲ 0.25%                     |
| 3    | ▬      | Ісландія             | 0.959 | ▲ 0.28%                     |
| 4    | ▲ (2)  | Гонконг              | 0.956 | ▲ 0.38%                     |
| 5    | ▲ (1)  | Данія                | 0.952 | ▲ 0.35%                     |
| 5    | ▬      | Швеція               | 0.952 | ▲ 0.38%                     |
| 7    | ▲ (8)  | Ірландія             | 0.950 | ▲ 0.38%                     |
| 7    | ▼ (3)  | Німеччина            | 0.950 | ▲ 0.19%                     |
| 9    | ▼ (1)  | Сінгапур             | 0.949 | ▲ 0.25%                     |
| 10   | ▲ (1)  | Нідерланди           | 0.946 | ▲ 0.26%                     |
| 10   | ▼ (1)  | Австралія            | 0.946 | ▲ 0.20%                     |
| 12   | ▲ (2)  | Ліхтенштейн          | 0.942 | ▲ 0.23%                     |
| 12   | ▲ (3)  | Бельгія              | 0.942 | ▲ 0.26%                     |
| 12   | ▬      | Фінляндія            | 0.942 | ▲ 0.27%                     |
| 15   | ▲ (3)  | Велика Британія      | 0.940 | ▲ 0.24%                     |
| 16   | ▼ (7)  | Нова Зеландія        | 0.939 | ▲ 0.13%                     |
| 17   | ▲ (19) | ОАЕ                  | 0.937 | ▲ 1.04%                     |
| 18   | ▼ (5)  | Канада               | 0.935 | ▲ 0.22%                     |
| 19   | ▲ (3)  | Південна Корея       | 0.929 | ▲ 0.36%                     |
| 20   | ▼ (1)  | Люксембург           | 0.927 | ▲ 0.14%                     |
| 20   | ▼ (5)  | США                  | 0.927 | ▲ 0.10%                     |
| 22   | ▲ (1)  | Словенія             | 0.926 | ▲ 0.33%                     |
| 22   | ▼ (1)  | Австрія              | 0.926 | ▲ 0.21%                     |
| 24   | ▼ (4)  | Японія               | 0.920 | ▲ 0.16%                     |
| 25   | ▼ (1)  | Ізраїль              | 0.915 | ▲ 0.26%                     |
| 25   | ▲ (3)  | Мальта               | 0.915 | ▲ 0.50%                     |
| 27   | ▬      | Іспанія              | 0.911 | ▲ 0.40%                     |
| 28   | ▼ (3)  | Франція              | 0.910 | ▲ 0.28%                     |
| 29   | ▲ (3)  | Кіпр                 | 0.907 | ▲ 0.45%                     |
| 30   | ▬      | Італія               | 0.906 | ▲ 0.24%                     |
| 31   | ▼ (2)  | Естонія              | 0.899 | ▲ 0.33%                     |
| 32   | ▼ (6)  | Чехія                | 0.895 | ▲ 0.22%                     |
| 33   | ▼ (3)  | Греція               | 0.893 | ▲ 0.18%                     |
| 34   | ▲ (3)  | Бахрейн              | 0.888 | ▲ 0.80%                     |
| 35   | ▲ (3)  | Андорра              | 0.884 | ▲ 0.20%                     |
| 36   | ▼ (2)  | Польща               | 0.881 | ▲ 0.35%                     |
| 37   | ▲ (2)  | Латвія               | 0.879 | ▲ 0.51%                     |
| 37   | ▼ (2)  | Литва                | 0.879 | ▲ 0.32%                     |
| 39   | ▲ (6)  | Хорватія             | 0.878 | ▲ 0.53%                     |
| 40   | ▬      | Катар                | 0.875 | ▲ 0.45%                     |
| 40   | ▲ (6)  | Саудівська Аравія    | 0.875 | ▲ 0.70%                     |
| 42   | ▬      | Португалія           | 0.874 | ▲ 0.42%                     |
| 43   | ▼ (10) | Сан-Марино           | 0.867 | ▼ 0.32%                     |
| 44   | ▬      | Чилі                 | 0.860 | ▲ 0.47%                     |
| 45   | ▲ (9)  | Туреччина            | 0.855 | ▲ 1.10%                     |
| 45   | ▼ (5)  | Словаччина           | 0.855 | ▲ 0.14%                     |
| 47   | ▬      | Угорщина             | 0.851 | ▲ 0.22%                     |
| 48   | ▼ (6)  | Аргентина            | 0.849 | ▲ 0.15%                     |
| 49   | ▬      | Кувейт               | 0.847 | ▲ 0.36%                     |
| 50   | ▲ (1)  | Чорногорія           | 0.844 | ▲ 0.38%                     |
| 51   | ▼ (2)  | Сент-Кіттс і Невіс   | 0.838 | ▲ 0.49%                     |
| 52   | ▲ (8)  | Уругвай              | 0.830 | ▲ 0.47%                     |
| 53   | ▲ (3)  | Румунія              | 0.827 | ▲ 0.14%                     |
| 54   | ▲ (1)  | Антигуа і Барбуда    | 0.826 | ▲ 0.18%                     |
| 55   | ▼ (7)  | Бруней               | 0.823 | ▼ 0.02%                     |
| 56   | ▼ (3)  | Росія                | 0.821 | ▲ 0.25%                     |
| 57   | ▲ (3)  | Багамські Острови    | 0.820 | ▲ 0.21%                     |
| 57   | ▲ (5)  | Панама               | 0.820 | ▲ 0.47%                     |
| 59   | ▼ (7)  | Оман                 | 0.819 | ▲ 0.22%                     |
| 60   | ▼ (3)  | Тринідад і Тобаго    | 0.814 | ▲ 0.30%                     |
| 60   | ▲ (4)  | Грузія               | 0.814 | ▲ 0.54%                     |
| 62   | ▲ (2)  | Барбадос             | 0.809 | ▲ 0.18%                     |
| 63   | ▲ (6)  | Малайзія             | 0.807 | ▲ 0.41%                     |
| 64   | ▲ (5)  | Коста-Рика           | 0.806 | ▲ 0.39%                     |
| 65   | ▲ (3)  | Сербія               | 0.805 | ▲ 0.39%                     |
| 66   | ▲ (6)  | Таїланд              | 0.803 | ▲ 0.65%                     |
| 67   | ▼ (1)  | Сейшельські Острови  | 0.802 | ▲ 0.30%                     |
| 67   | ▼ (4)  | Казахстан            | 0.802 | ▲ 0.38%                     |
| 69   | ▼ (11) | Білорусь             | 0.801 | ▲ 0.12%                     |

### Класифікація МВФ

Країни, класифіковані МВФ як країни з розвиненою економікою станом на 2008 рік

Станом на квітень 2020 року, до економічно розвинених країн Міжнародний валютний фонд відносить такі країни та залежні території:

#### Європа і Близький Схід
- Андорра
- Австрія
- Бельгія
- Велика Британія
- Німеччина
- Греція
- Данія
- Ізраїль
- Ірландія
- Ісландія
- Іспанія
- Італія
- Кіпр
- Латвія
- Литва
- Люксембург
- Мальта
- Нідерланди
- Норвегія
- Португалія
- Сан-Марино
- Словаччина
- Словенія
- Фінляндія
- Франція
- Чехія
- Швейцарія
- Швеція
- Естонія

#### Азіатсько-Тихоокеанський регіон
- Австралія
- Гонконг
- Макао
- Нова Зеландія
- Сінгапур
- Тайвань
- Південна Корея
- Японія

#### Північна Америка
- Канада
- Пуерто-Рико
- США

### Світовий банк: економіки з високим доходом

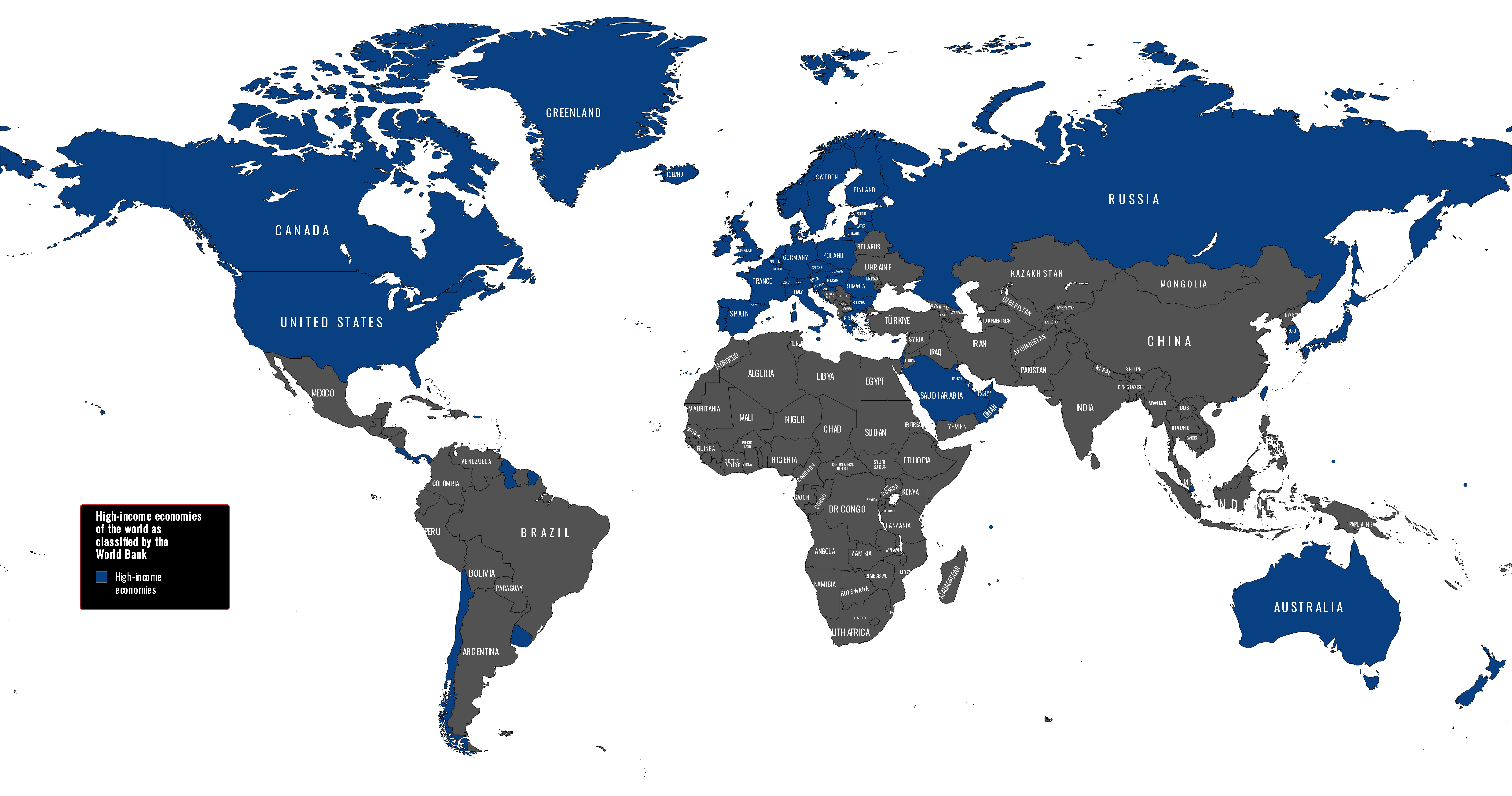
Країни з високим доходом за класифікацією Світового банку, 2023 рік.

Згідно зі Світовим банком, наступні 85 суверенних держав та територій класифікуються як економіки з високим доходом, маючи номінальний ВВП на душу населення, що перевищує $14,005 станом на 2024 рік:
Несуверенні території позначені зірочкою (*).
- Андорра
- Антигуа і Барбуда
- Аруба*
- Австралія
- Австрія
- Багамські Острови
- Бахрейн
- Барбадос
- Бельгія
- Бермудські Острови*
- Британські Віргінські Острови*
- Бруней
- Болгарія
- Канада
- Кайманові Острови*
- Нормандські острови*
- Чилі
- Хорватія
- Кюрасао*
- Кіпр
- Чехія
- Данія
- Естонія
- Фарерські острови*
- Фінляндія
- Франція
- Французька Полінезія*
- Німеччина
- Гібралтар*
- Греція
- Гренландія*
- Гуам*
- Гаяна
- Гонконг*
- Угорщина
- Ісландія
- Ірландія
- Острів Мен*
- Ізраїль
- Італія
- Японія
- Південна Корея
- Кувейт
- Латвія
- Ліхтенштейн
- Литва
- Люксембург
- Макао*
- Мальта
- Монако
- Науру
- Нідерланди
- Нова Каледонія*
- Нова Зеландія
- Північні Маріанські Острови*
- Норвегія
- Оман
- Палау
- Панама
- Польща
- Португалія
- Пуерто-Рико*
- Катар
- Румунія
- Росія
- Сан-Марино
- Саудівська Аравія
- Сейшельські Острови
- Сінгапур
- Сінт-Мартен*
- Словаччина
- Словенія
- Іспанія
- Сент-Кіттс і Невіс
- Сен-Мартен (Франція)*
- Швеція
- Швейцарія
- Тайвань
- Тринідад і Тобаго
- Острови Теркс і Кайкос*
- ОАЕ
- Велика Британія
- США
- Уругвай
- Американські Віргінські Острови*

### Члени Комітету допомоги розвитку

Країни-члени Комітету допомоги розвитку

До Комітету допомоги розвитку (DAC) входять 29 країн-членів ОЕСР та Європейський Союз, це група провідних країн-донорів світу, які обговорюють питання, пов'язані з допомогою розвитку та скорочення бідності у країнах, що розвиваються. Наступні країни-члени ОЕСР є членами DAC:

23 країни Європи:
- Бельгія
- Чехія
- Данія
- Фінляндія
- Франція
- Німеччина
- Греція
- Угорщина
- Ісландія
- Ірландія
- Італія
- Люксембург
- Нідерланди
- Норвегія
- Польща
- Португалія
- Словаччина
- Словенія
- Іспанія
- Швеція
- Швейцарія
- Велика Британія

Дві країни Америки:
- США

Дві країни Азії:
- Південна Корея

Дві країни Океанії:
- Нова Зеландія

### Члени Паризького клубу

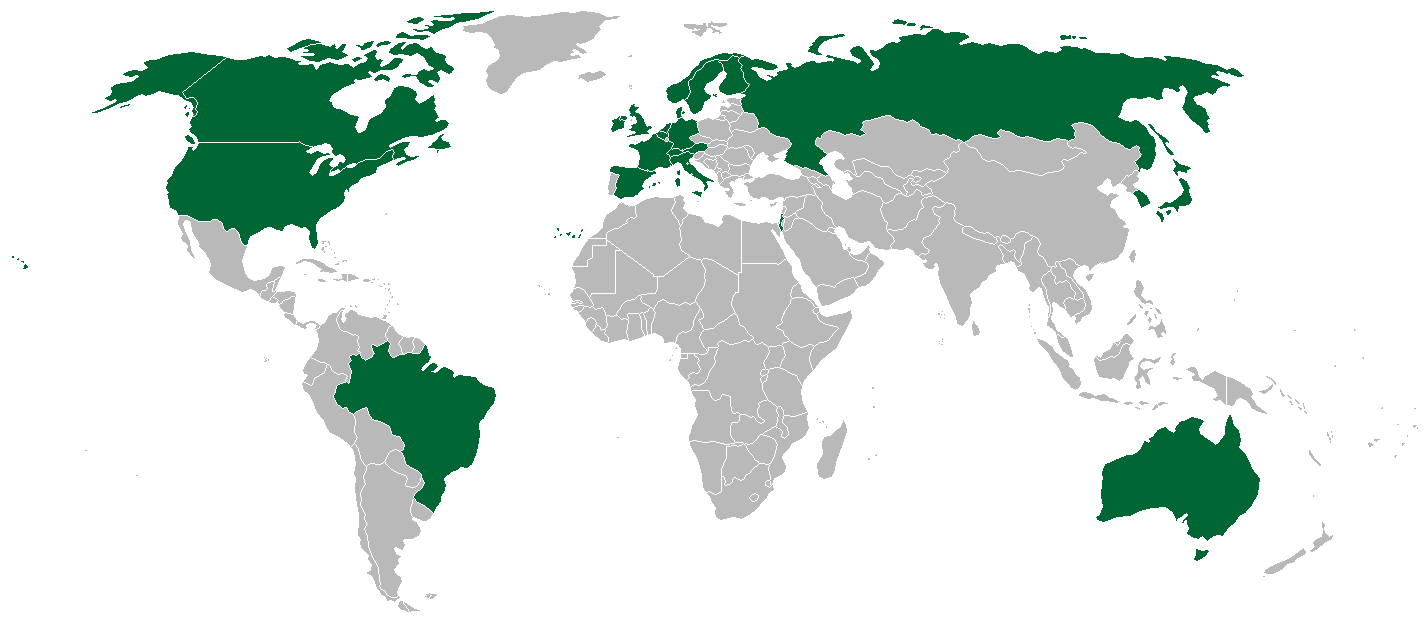
Постійні члени Паризького клубу

У Паризькому клубі (фр. Club de Paris), групі офіційних представників країн-кредиторів, що шукають узгоджені та стійкі рішення для країн-боржників, є 22 постійних члени.

15 країн Європи:
- Бельгія
- Данія
- Фінляндія
- Франція
- Німеччина
- Ірландія
- Італія
- Нідерланди
- Норвегія
- Росія
- Іспанія
- Швеція
- Швейцарія
- Велика Британія

Три країни Америки:
- Канада
- США

Три країни Азії:
- Японія
- Південна Корея

Одна країна Океанії: